# Hugo Boatti Ossorio

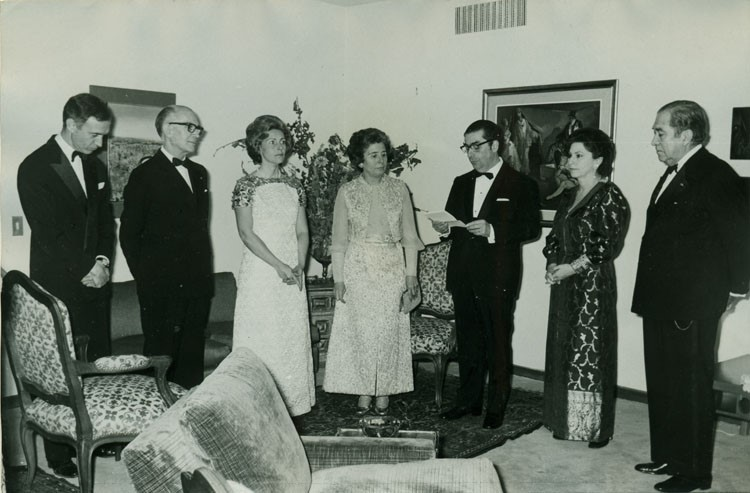
Condecoración del Embajador Hugo Boatti Ossorio en la embajada de Chile en Buenos Aires el 11 de agosto de 1971. De izq. a der.: Embajador Hugo Boatti Ossorio, Canciller de la República Argentina Luis María de Pablo Pardo, Mercedes Riglos Franco de Boatti Ossorio, Aída Quinteros Sánchez de Bustamante de Pablo Pardo, el embajador de Chile en la Argentina Ramón Huidoro, Francisca Llona de Huidoro, n/i.

Hugo Boatti Ossorio (Morón, 6 de febrero de 1925 - Buenos Aires, 16 de febrero de 2005) fue un abogado y diplomático argentino, que se desempeñó como Director General de Culto y Subsecretario de Técnico y de Coordinación Administrativa durante la dictadura argentina de 1976-1983.

## Datos Biográficos
Hugo Boatti Ossorio fue el hijo mayor del matrimonio entre el Ing. Ernesto Carlos Boatti y María Haydée Josefina Ossorio Arana- Su padre fue un destacado dirigente de la Unión Cívica Radical de la Provincia de Buenos Aires, desempeñándose como diputado nacional en diversas oportunidades, como ministro de Obras Públicas de la provincia de Buenos Aires durante el gobierno de Valentín Vergara entre 1926 y 1930 y como Presidente del Comité Radical de la provincia durante la llamada «década infame».
Cursó estudios de enseñanza media en la ciudad de Buenos Aires, en el Colegio Champagnat y en el Instituto Libre de Segunda Enseñanza. Por su parte, se recibió de abogado en 1947, en la Facultad de Derecho de la Universidad de Buenos Aires.
Militante radical por influencia paterna, resultó electo concejal del Municipio de Morón en 1950. Su militancia radical y su oposición al gobierno peronista le valió pasar seis meses preso en el año 1953. Una vez ocurrido el golpe de Estado de septiembre de 1955 y la caída del peronismo, Boatti Ossorio fue funcionario, durante un breve período, de la intervención federal de la Provincia de Buenos Aires conducida por su tío materno, el General Arturo Ossorio Arana. Concluida la intervención, en noviembre del año 1955, ingresa al Ministerio de Relaciones Exteriores y Culto; lo acompañó en su decisión su primo Arturo Ossorio Arana (h), quien también tuvo una dilatada trayectoria diplomática y jugó un papel clave para dar a publicidad la operación ilegal de venta de armas argentinas a Perú en la década de 1990.

### Carrera diplomática
Boatti Ossorio fue admitido como miembro activo en el servicio exterior de la nación, el 30 de diciembre de 1955. Fue destinado a la embajada argentina en Italia y en Sudáfrica y, luego de tener un breve paso por la Cancillería en 1962, en la que fue designado Director General de Personal, fue enviado Bélgica, a la representación argentina frente a la Comunidad Económica Europea (CEE). Es en esta embajada donde tendría por primera vez una legación argentina en el exterior a su cargo, dado que en 1965 se lo nombra como Embajador ante la CEE. A partir de entonces fue embajador argentino ante Finlandia, en 1966 y ante Hungría, en 1968. Convocado nuevamente a la Cancillería, es nombrado en 1970 como Jefe del Departamento de América Latina. Entre julio y agosto de 1970, Boatti  se trasladó a Chile en lo que figura en su legajo con la críptica descripción de «misiones especiales». En dicha oportunidad participó de las negociaciones que dieron lugar a la decisión de someter la cuestión del Canal de Beagle a un laudo arbitral. Como consecuencia de estas gestiones, recibirá una condecoración por parte de la República de Chile. 
El 29 de junio de 1971 es designado embajador en Canadá, sin embargo, en diciembre de ese año recibe un apercibimiento y el 5 de enero de 1972 queda sin efecto su designación y vuelve a Cancillería. Su carrera, durante el resto del gobierno de Alejandro Agustín Lanusse y los gobiernos peronistas, parece estancada.
Sin embargo, el 26 de marzo de 1976, la Junta Militar sanciona la Ley N° 21.262 que pone en comisión a todos los integrantes del Servicio Exterior de la Nación, decreta el pase a retiro de aquellos que no son reconfirmados mediante una resolución ministerial. Boatti Ossorio resulta confirmado en la categoría de Embajador Extraordinario y Plenipotenciario mediante la resolución ministerial N° 215/76. Es inmediatamente designado como embajador argentino en Suecia. 
El 31 de marzo de 1981, es convocado al Ministerio donde es designado como Director Nacional de Culto, mientras que el 8 de julio de 1982 es designado como Subsecretario Técnico y de  Coordinación Administrativa, durante la gestión del Canciller Juan Ramón Aguirre Lanari. En su condición de Subsecretario participó como asesor de reuniones conjuntas entre Argentina y Paraguay para la construcción de las represas de Yacyretá- Apipé y de Corpus Christi.
Se mantuvo en el cargo hasta la vuelta a la democracia en diciembre de 1983.
Durante el gobierno de Raúl Alfonsín es designado como embajador ante la República Federal de Alemania. Horacio Verbitsky menciona que, estando Boatti Ossorio como embajador en ese país, fue abordado por el sacerdote húngaro Franz Jalics quien le habría narrado la presunta intervención del entonces sacerdote Jorge Bergoglio en su detención ilegal por parte de un grupo de tareas, junto con el también sacerdote Orlando Yorio y la ex-religiosa Marta Mónica Quinteiro, quien continúa desaparecida. Con los años Jalics se retractaría de estas declaraciones. No se conoce que  Boatti Ossorio haya brindado testimonio respecto de la veracidad del presunto encuentro-
El 18 de septiembre de 1989 deja la embajada en argentina en Bonn y en marzo de 1990, durante el gobierno de Carlos Saúl Menem, es intimado a iniciar sus trámites jubilatorios. Tenía, al momento, 65 años de edad.

### Condecoraciones
- Gran Oficial de la Orden al Mérito por Servicios Distinguidos del Gobierno de Perú.[9]
- Gran Oficial de la Orden de Leopoldo II, conferida por el Reino de Bélgica.[9]
- Gran Cruz de la Orden del León conferida por el Gobierno de Finlandia.[9]

### Vida privada
Contrajo matrimonio con Mercedes Riglos Franco, con quien tuvo 5 hijas: Mercedes Boatti Riglos, Adriana Boatti Riglos, Ana Inés Boatti Riglos, Claudia Boatti Riglos y Dolores Boatti Riglos. 
Fue miembro de Jockey Club Argentino y del Consejo Argentino de Relaciones Internacionales (CARI). A lo largo de su carrera, recibió numerosas condecoraciones de algunos de los países en los que estuvo designado.
Sus restos descansan en el Cementerio de la Recoleta, en la Ciudad Autónoma de Buenos Aires.